# Tridentella virginiana
Tridentella virginiana is een pissebed uit de familie Tridentellidae. De wetenschappelijke naam van de soort is voor het eerst geldig gepubliceerd in 1900 door Harriet Richardson.